# 札幌中央郵便局
札幌中央郵便局（さっぽろちゅうおうゆうびんきょく）は、北海道札幌市東区にある郵便局。民営化前の分類は集配普通郵便局。

## 概要
住所：北海道札幌市東区北6条東1丁目2-1

### 併設施設
- 日本郵政北海道郵政健康管理センター札幌中央分室
- 日本郵便札幌研修施設
- 日本郵便オフィスサポート株式会社北海道支社
- 民営化前は「札幌中央郵便局共通事務センター」が置かれていた。
  - ゆうちょ銀行・かんぽ生命保険は併設していない。ゆうちょ銀行札幌支店は北海道庁赤れんが前郵便局（日本郵政グループ札幌ビル1階）に併設、かんぽ生命札幌支店は札幌三井JPビルディング内に設置されている（ともに中央区北2条西4丁目）。

### 分室
分室はなし。過去に存在した分室は以下のとおり。
- 郵政局内分室 (90001A) - 逓信局内分室として開設。1991年に廃止。代替として北海道郵政局内郵便局（後の北海道庁赤れんが前郵便局）が設置された。
- 丸井内分室 (90001B) - 1990年に廃止。代替として札幌丸井内郵便局が設置された。
- 簡易保険事務センター内分室 (90001C) - 保険局内分室として開設。1999年に廃止。代替として札幌簡易保険事務センター内郵便局（後の札幌大通東二郵便局）が設置された。

## 沿革
- 1873年（明治6年） - 札幌郵便役所として開設[2]。
- 1875年（明治8年）1月1日 - 札幌郵便局（二等）となる。
- 1879年（明治12年） - 為替・貯金取扱を開始。
- 1885年（明治18年） - 電信取扱を開始。
- 1886年（明治19年）1月4日 - 電信為替事務開始[3]。
- 1888年（明治21年）10月1日 - 札幌郵便電信局となる。
- 1903年（明治36年）4月1日 - 通信官署官制の施行に伴い札幌郵便局となる。
- 1939年（昭和14年）6月24日 - 逓信局内分室を設置。
- 1948年（昭和23年）2月1日 - 札幌南三條西郵便局の廃止に伴い、取扱業務を承継[4]。
- 1949年（昭和24年）10月1日 - 逓信局内分室を郵政局内分室に改称[5]。
- 1949年（昭和24年）11月24日 - 札幌郵政局が南1条西2丁目から、南6条西15丁目に移転したことに伴い、郵政局内分室を移転。
- 1950年（昭和25年）6月1日 - 南1条西2丁目の丸井百貨店内に丸井内分室を設置。
- 1951年（昭和26年）11月16日 - 郵政局内分室を南7条西15丁目へ移転。
- 1952年（昭和27年）4月5日 - 郵政局内分室を南6条西15丁目へ移転（元位置復帰）。
- 1956年（昭和31年）10月28日 - 郵政局内分室を北2条西4丁目へ移転。
- 1956年（昭和31年）12月26日 - 郵政局内分室において、電話通話および和文電報受付事務の取扱を開始。
- 1959年（昭和34年）6月15日 - 札幌中央郵便局に改称。
- 1961年（昭和36年）8月21日 - 大通東2丁目の札幌地方簡易保険局内に保険局内分室を設置。
- 1961年（昭和36年）9月4日 - 大通西2丁目から、北4条西6丁目に局舎を新築、移転。和文電報受付および電話通話業務を開始。
- 1984年（昭和59年）7月1日 - 保険局内分室を簡易保険事務センター内分室に改称。
- 1985年（昭和60年）9月24日 - 中央区北4条西6丁目から、東区北6条東1丁目に局舎を新築、移転。
- 1990年（平成2年）5月10日 - 丸井内分室を廃止。
- 1991年（平成3年）4月29日 - 郵政局内分室を廃止。
- 1991年（平成3年）10月1日 - 外国通貨の両替および旅行小切手の売買に関する業務取扱を開始。
- 1999年（平成11年）5月1日 - 簡易保険事務センター内分室を廃止。
- 2007年（平成19年）10月1日 - 民営化に伴い、併設された郵便事業札幌支店に地域区分、集配、ゆうゆう窓口などの業務を移管。札幌中央郵便局共通事務センターを廃止。
- 2012年（平成24年）10月1日 - 日本郵便の発足に伴い、郵便事業札幌支店を札幌中央郵便局に統合。
- 2017年（平成29年）5月4日 - 郵便番号上二桁「00」「06」の地域区分業務を新設の道央札幌郵便局に完全移管。（丘珠郵便局内の丘珠分室におけるゆうパックの当該業務は2017年4月23日より先行移管。）
- 2018年（平成30年）2月1日 - Visaプリペイドカード「mijica（ミヂカ）」の発行受付開始[6]。
- 2018年（平成30年）11月22日 - 構内駐車場を有料化（三井のリパークに委託管理。）[7]。
- 2020年（令和2年）2月3日 - 郵便窓口にキャッシュレス決済導入（一部取扱いを除く。）[8]。
- 2020年（令和2年）10月1日 - 柏木簡易郵便局（石狩市）の一時閉鎖に伴い事務引き継ぎ。
- 2020年（令和2年）10月1日 - 北海道郵政研修センターの閉鎖に伴い札幌研修施設開設[9]。
- 2021年（令和3年）12月1日 - 東裏簡易郵便局（石狩郡当別町）の一時閉鎖に伴い事務引き継ぎ。
- 2022年（令和4年）3月1日 - 夕張太簡易郵便局（空知郡南幌町）の一時閉鎖に伴い事務引き継ぎ。
- 2022年（令和4年）3月7日 - 金融コンサルタント業務を山鼻郵便局（後のかんぽ生命保険札幌支店山鼻郵便局かんぽサービス部）へ集約。
- 2022年（令和4年）4月1日 - 江別あけぼの簡易郵便局（江別市）の一時閉鎖に伴い事務引き継ぎ。
- 2022年（令和4年）10月1日 - 札幌駅パセオ郵便局の一時閉鎖に伴い事務引き継ぎ。
- 2023年 （令和5年）1月24日-郵便窓口及び金融窓口でデジタル発券機の運用開始[10]。
- 2023年（令和5年）10月2日-セルフレジの運用開始[11]。

## 取扱業務
- 郵便、切手、はがき、印紙、ゆうパック、チルドゆうパック、内容証明
- 郵趣のための押印サービス
- 物販（店頭販売、カタログ販売）
- 郵便局広告
- 貯金、為替、振替、振込、国際送金、国債、投資信託 、クレジットカード（JP BANKカード）
- 生命保険、傷害保険、バイク自賠責保険、自動車保険、変額年金保険、がん保険、引受条件緩和型医療保険、法人（経営者）向け生命保険
- 地方公共団体事務（札幌市敬老優待乗車証のチャージ、札幌市家庭用指定袋の減免交付）
- ゆうちょ銀行ATM
- 札幌市内の一部地域（東区、北区、中央区の一部）の集配業務：主に都心部、大通地区（郵便番号060-XXXX地域）
- ゆうゆう窓口
- 私書箱交付
- キャッシュレス決済

## 風景印
- 図案は札幌時計台・札幌テレビ塔・ライラック。局名表記は「札幌中央」。
- 使用開始日は2003年4月1日

## 周辺
- JR札幌駅
- 札幌市営地下鉄さっぽろ駅
- 札幌駅バスターミナル
- JRタワー
- サッポロファクトリー
- 北海道熱供給公社
- 札幌第1合同庁舎
- JR札幌病院
- 札幌方面北警察署札幌駅北口交番
- 札幌方面中央警察署札幌駅前交番
- 創成川

## アクセス
- JR札幌駅・札幌市営地下鉄さっぽろ駅から徒歩約5分
- 北海道中央バス 北7西1停留所もしくは北7東1停留所下車
- 札樽自動車道 札幌北ICから南へ約4km
- 国道5号沿い
- 駐車場あり：有料17台（利用客無料）